# كينتا كاساي
كينتا كاساي (باليابانية: 笠井 健太) (مواليد 25 ديسمبر 1985)، هو لاعب كرة قدم سابق كان يلعب كمدافع.

## وصلات خارجية
- كينتا كاساي على موقع قاعدة بيانات كرة القدم.إي يو (الإنجليزية)
- كينتا كاساي على موقع Soccerway.com (الإنجليزية)
- كينتا كاساي على موقع عالم كرة القدم.نت (الإنجليزية)